# Gland (Yonne)
Gland település Franciaországban, Yonne megyében. Lakosainak száma 41 fő (2022. január 1.). Gland Cruzy-le-Châtel, Ancy-le-Franc, Ancy-le-Libre, Chassignelles, Pimelles, Sennevoy-le-Haut és Stigny községekkel határos.

## Népesség
A település népességének változása:
| Lakosok száma | 37   | 35   | 40   | 42   | 45   | 46   | 46   | 47   | 41   |
|               | 2013 | 2015 | 2016 | 2017 | 2018 | 2019 | 2020 | 2021 | 2022 |